# Stella binaria a raggi X

Rappresentazione artistica di una binaria a raggi X

Le binarie X sono una tipologia di stelle binarie che emettono una grossa quantità di radiazioni nella lunghezza d'onda dei raggi X. I raggi X sono prodotti dalla caduta della materia da una componente del sistema (generalmente una stella) nell'altra componente (in genere una nana bianca, una stella di neutroni o un buco nero). La materia in caduta libera rilascia la sua energia potenziale gravitazionale e la stella perde oltre il 40% della propria massa, emettendo raggi X (la fusione dell'idrogeno provoca una perdita di appena lo 0,7% della massa restante).
Si stima che in una tipica stella binaria a raggi X di piccola massa, 1041 positroni vengano trasferiti ogni secondo dalla stella donatrice all'altra componente.

## Classificazione
Le binarie a raggi X sono suddivise in sottoclassi, a volte fra loro parzialmente sovrapposte, a seconda delle loro caratteristiche fisiche. È da sottolineare che la classificazione per massa (grande, media, piccola) si riferisce a quella della stella donatrice otticamente visibile e non all'oggetto compatto che emette raggi X accrescendosi.
- Binaria a raggi X di piccola massa
- Binaria a raggi X di massa intermedia
- Binaria a raggi X di grande massa
- Microquasar (binarie a raggi X a getto radio, che ospitano una stella di neutroni o un buco nero)

## Binaria a raggi X di grande massa
Una binaria a raggi X di grande massa presenta forti emissioni nella lunghezza d'onda dei raggi X dovuti all'interazione fra una massiccia stella di classe spettrale O o B (a volte una Stella Be o una supergigante blu) e un oggetto compatto, come una stella di neutroni, un buco nero o, a volte, una nana bianca. Una parte del vento stellare proveniente dalla massiccia stella di tipo O o B è catturata dall'oggetto compatto e produce raggi X mentre ricade su di esso.
In questo tipo di binarie la stella massiccia è la componente dominante nella banda del visibile, mentre l'oggetto compatto è la fonte dominante di raggi X. Poiché la stella massiccia è di solito molto luminosa, è facilmente individuabile. La più famosa binaria a raggi X di grande massa è Cygnus X-1: l'oggetto compatto di questa binaria fu il primo buco nero riconosciuto come tale dalla comunità scientifica. Altri esempi sono Vela X-1 e 4U 1700-37.

## Binaria a raggi X di massa intermedia
Una binaria a raggi X di massa intermedia è una binaria formata da un oggetto compatto (una stella di neutroni o un buco nero) e da una stella di massa intermedia.

## Binaria a raggi X di piccola massa
Una binaria a raggi X di piccola massa è una stella binaria formata da un oggetto compatto (una stella di neutroni o un buco nero) e da una stella donatrice che solitamente riempie il proprio lobo di Roche. La donatrice è meno massiccia dell'oggetto compatto e può essere o una stella di sequenza principale o, più spesso, una evoluta gigante rossa. Sono state scoperte circa un centinaio di questo tipo di binarie nella Via Lattea, di cui 13 si trovano negli ammassi globulari. Le osservazioni del telescopio spaziale Chandra hanno rivelato la presenza di queste binarie anche in altre galassie.
Una tipica binaria a raggi X di piccola massa emette quasi tutta la sua radiazione nella banda dei raggi X, mentre quella nella banda del visibile costituisce solo l'1% del totale. Si tratta quindi di oggetti molto luminosi nelle lunghezze d'onda dei raggi X, ma molto deboli in quelle del visibile. La loro magnitudine apparente è di solito compresa fra 15 e 20. La parte più luminosa è di solito il disco di accrescimento intorno all'oggetto compatto. Il periodo orbitale di queste binarie può variare da poche decine di minuti a diversi mesi.

## Microquasar

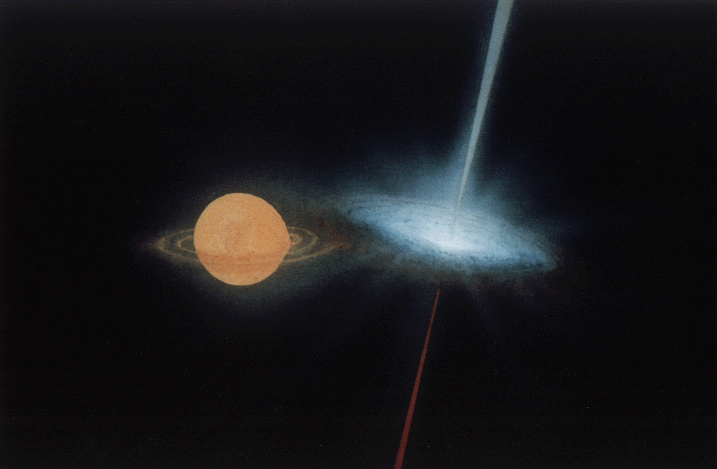
Immagine artistica della microquasar SS 433.

Le microquasar sono dei corpi celesti imparentati con le quasar. Prendono il nome da queste ultime poiché hanno alcune caratteristiche comuni: emissioni radio forti e variabili, spesso viste come getti radio, e un disco di accrescimento che circonda un buco nero. Nelle quasar, il buco nero è supermassiccio (milioni di masse solari) mentre nelle microquasar, la massa del buco nero è di poche masse solari. Nelle microquasar, la massa accresciuta deriva da una normale stella e il disco di accrescimento è molto luminoso nello spettro visibile e nei raggi X. Le microquasar vengono talvolta chiamate 'binarie a raggi X a getto radio' per distinguerle da altre binarie a raggi X. Una parte dell'emissione radio proviene da getti relativistici, mostrando spesso un moto superluminale apparente.
Le microquasar sono molto importanti per lo studio dei getti relativistici. I getti si formano vicino al buco nero, e le scale dei tempi vicino al buco nero sono proporzionali alla massa di questo. Quindi le quasar ordinarie possono impiegare secoli per passare attraverso le variazioni che una microquasar sperimenta in un giorno.
Alcune microquasar notevoli sono SS 433, in cui le linee di emissione sono visibili da entrambi i getti; GRS 1915+105, che ha getti particolarmente veloci; la brillante Cygnus X-1; e la microquasar ipotetica LS I +61 303, che emette raggi gamma ad alta energia.